# Wieś pruska
Wieś pruska – wieś służebna lokowana na prawie pruskim, będącym, obok prawa chełmińskiego i magdeburskiego, jednym z najczęstszych sposobów zakładania wsi w państwie krzyżackim oraz na Warmii (dominium biskupie).
Terminem „wieś pruska” określa się także wieś zamieszkaną przez rdzenną ludność pruską.

## Wielkość nadania i dziedziczenie
Nadania na  prawie pruskim były zazwyczaj niewielkie, mniejsze niż w przypadku nadań na  prawie chełmińskim. Zwykle obejmowały kilka włók ziemi (na przykład: Jezierce, Kiełkuty, Sambród, Tomaryny, Wuksniki) choć zdarzały się i większe nadania (np. Lipiec). 
Prawo pruskie dopuszczało do dziedziczenia tylko synów, w przeciwieństwie do prawa chełmińskiego, w którym dziedziczyły także córki i krewni linii bocznej. Dla osadników korzystniejsze było lokowanie wsi na prawie chełmińskim (mniejsze obciążenie wojskowe i większe prawa dziedziczenia).
W większości nowo lokowanych wsi zakładano karczmy. Prawa do nich nadawano zasłużonym zasadźcom, a później sołtysom lub innym osobom.

## Czynsz rekognicyjny
Mieszkańcy wsi na  prawie pruskim zobowiązani byli do płacenia czynszu rekognicyjnego, zazwyczaj niewielkiego, stanowiącego dowód uznania władzy zwierzchniej tego, od kogo otrzymali ziemię. W dominium biskupim na Warmii był to wosk oraz 6 denarów chełmińskich). Drugą opłatą, którą musieli wnosić, był niewielki czynsz w zbożu, tzw. płużne.
Na obszarze podległym państwu zakonnemu czynsz rekognicyjny wynosił 6 skojców (równe 30 denarom) z radła, ponadto chłopi byli zobowiązani do świadczeń rzeczowych przy budowie zamków i wyprawach wojennych. Na obronę granicy wschodniej oddawano specjalny podatek – „zboże skalowskie”.

## Służba zbrojna
Ponadto mieszkańcy byli zobowiązani do służby zbrojnej na rzecz nadającego ziemię. Obowiązek wystawienia jednej służby zbrojnej przypadał na 2–4 włóki ziemi (dla porównania, na prawie chełmińskim jedna służba zbrojna przypadała na 20–40 włók). Uzbrojenie rycerzy nie było odgórnie ustalone, lecz zależne od zamożności wyruszającego na wyprawę wojenną. Dla porównania, w prawie chełmińskim każdy posiadający ponad 40 włók miał obowiązek stawić się jako ciężkozbrojny z pocztem, a od mniejszego właściciela wymagano stawienia się w lekkiej zbroi pruskiej. W dominium warmińskim właściciele majątków i mieszkańcy wsi na prawie pruskim stanowili podstawę siły zbrojnej biskupa.

## Lokacje na prawie pruskim
Na obszarze biskupstwa warmińskiego zakładanym wsiom nadawano najczęściej prawo chełmińskie. Jednakże w początkowym okresie kolonizacji w państwie zakonnym oraz na wschodnich obrzeżach dominium biskupiego (bardziej narażonego na najazdy Litwinów) nadawano ziemię ludności pruskiej, tworząc wsie służebne na prawie pruskim. Dopiero za takim "ochronnym" łańcuchem wsi służebnych na prawie pruskim prowadzono akcję kolonizacyjną, zakładając wsie czynszowe na prawie chełmińskim. Czasem w nowo założonej wsi na prawie chełmińskim wyodrębniano majątek służebny na prawie pruskim (np. Zawidy). Na Warmii na prawie pruskim zostało lokowanych około 190 wsi.